# Wasanbon

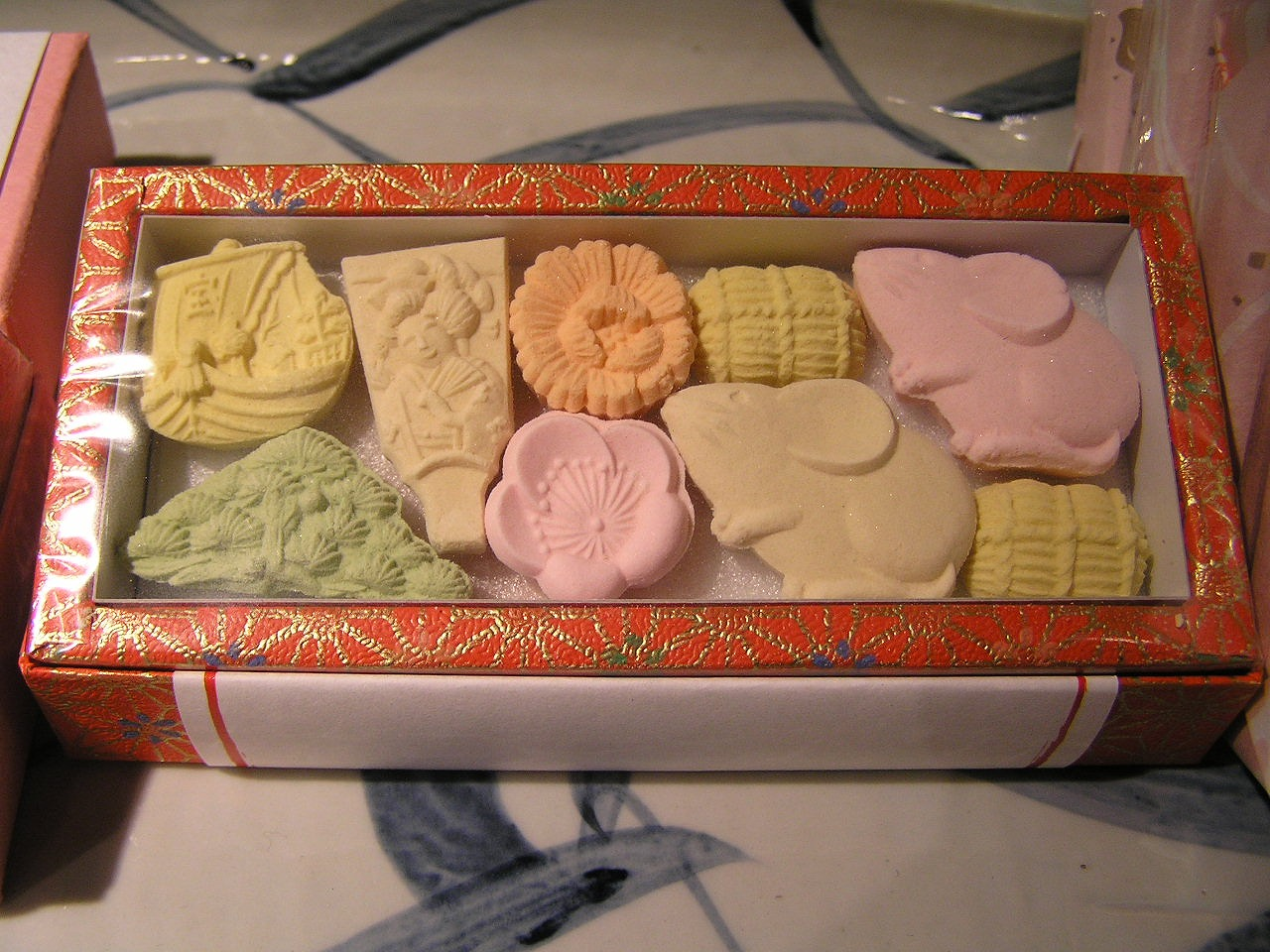
Le wasanbon est un sucre de choix pour les sucreries japonaises.

Le wasanbon (和三盆) est un sucre fin japonais, produit de façon traditionnelle sur l'île de Shikoku, en particulier  dans les préfectures de Tokushima et Kagawa. Obtenu à partir d'une canne à sucre japonaise, son procédé de fabrication est unique et entièrement réalisé à la main. 
Le sucre wasanbon se présente sous forme de cristaux fins de couleur jaune pale et est obtenu à partir de la Saccharum sinense, une canne à sucre à la tige mince, localement appelé chikusha (竹蔗), taketō (竹糖) ou chikuto. La canne à sucre est récoltée à partir de mi-novembre jusqu'à décembre, et le sucre préparé durant l'hiver.Le sucre wasanbon est également utilisé en cuisine, notamment pour sucrer le riz à sushi.
Le jus de canne extrait de la tige par pressage est cuit pour obtenir un liquide appelé shiroshita (littéralement « sucre avant de devenir blanc »), puis pressé plusieurs fois (de trois à cinq fois) à travers une presse faite de plateaux de bois, de coton et de chanvre. Le shiroshita restant dans la presse est séché puis filtré pour donner le wasanbon, le reste forme les mélasses. La mélasse de première pression s'appelle ara-mitsu.
Le sucre wasanbon est largement utilisé dans la composition de pâtisseries traditionnelles japonaises, les wagashi (和菓子), en particulier les higashi (干菓子), une catégorie de wagashi sec. Le higashi est une spécialité de Kyōto dont la meilleure recette est obtenue avec le sucre wasanbon.
Le terme wasanbon provient probablement du procédé de presse qui utilise des plateaux (盆, bon) et se répète trois (三, san) fois, le terme « Wa » (和) voulant dire « japonais ».
Les variétés provenant des préfectures de Tokushima et de Kagawa sont appelées respectivement Awa wasanbon et Sanuki wasanbon, d’après le nom des anciennes provinces de cette région.